# Václav Oplt (fotbalista)
Václav Oplt (25. října 1947 Bakov nad Jizerou – 11. května 1972 Martin) byl český fotbalový brankář.

## Fotbalová kariéra
Začínal v Bakově nad Jizerou, později přestoupil do ligového dorostu Mladé Boleslavi. Na vojně hrál za VTJ Slaný, kde si ho vyhlédl, spolu s obráncemm Janem Rolkem, tehdejší trenér Hradce Králové Ota Hemele. V dresu Hradce Králové se objevil v roce 1969. Trenér Zdeněk Krejčí dal dohromady tým ze starších (Zikán, Jindra, Tauchen, Schmidt, Kománek, Fišer, Moník) i mladších hráčů, jako byli Rott, Lubas, Hrůša, Kuchař, Oplt i Rolko a s tímto týmem postoupil v roce 1972 do ligy. Jednou z největších opor byl i brankář Václav Oplt, o kterého v té době měla zájem obě pražská S.

## Tragické úmrtí
Dne 9. května 1972 hrál Hradec Králové utkání celostátní druhé ligy na hřišti ZŤS Martin. Hradec Králové držel druhou postupovou příčku tabulky a domácí se snažili Hradec porazit a na postupovém místě vystřídat. V 88. minutě utkání za stavu 0:0 vyslali domácí na polovinu hostů dlouhý přízemní centr, který směřoval do pokutového území. Proti míči vystartoval Oplt, vrhl se po něm, zachytil jej a setrvačností dojížděl po trávníku. Dopředu běžel také útočník Martina František Hruška. Následovala srážka, při níž Hruška kolenem zasáhl Oplta do srdeční krajiny. Za dva dny Oplt zemřel. Na jeho počest se každoročně hraje turnaj pod jménem Memoriál Václava Oplta v jeho rodném Bakově.